# Popmuseum
Das Popmuseum war eine wöchentliche Musiksendung des österreichischen Radiosenders Ö3, die zwischen 1970 und 1972 die samstägige Ausgabe der Musicbox war. Ab 16. Oktober 1974 wurde das Popmuseum als eigenständige Sendung ausgestrahlt und nach einer mehrjährigen Unterbrechung ab Ende 1987 mehrere Jahre lang von Wolfgang Kos präsentiert. Im Anschluss an seine Tätigkeit als Direktor des Wien Museums hat Kos in den Jahren 2016, 2017 und 2024 während ausgewählter Ferienzeiten (Oster-, Sommer- und Weihnachtsferien) erneut einige Popmuseen auf Ö1 kuratiert.

## Sendungsgeschichte
Das Popmuseum begann als wöchentliche Musiksendung des österreichischen Radiosenders Ö3, die zwischen 1970 und 1972 die samstägige Ausgabe der Musicbox war. Die Sendung, die ihre Premiere als eigenständige Sendung am 16. Oktober 1974 feierte, wurde von Wolfgang Kos entwickelt und von Wolfgang Hübsch präsentiert. Im Lauf der Jahre wurde das Popmuseum immer wieder zu wechselnden Sendezeiten ausgestrahlt. Nach einer mehrjährigen Unterbrechung wurde das Popmuseum ab Ende 1987 mehrere Jahre lang von Wolfgang Kos selbst präsentiert. Während seiner Tätigkeit als Direktor des Wien Museums nutzte Kos den Namen seiner früheren Radiosendung als Reihentitel für jene „Musikvorträge“, die gelegentlich begleitend zu den Ausstellungen in seinem Museum stattfanden. Nach seiner Pensionierung als Museumsdirektor hat Kos in den Jahren 2016, 2017 und 2024 während ausgewählter Ferienzeiten (Oster-, Sommer- und Weihnachtsferien) erneut einige Popmuseen auf Ö1 kuratiert.

## Sendungskonzept
Zunächst sollte die Sendereihe eine „Bestandsaufnahme der Popmusik und aller Popgrößen von 1953 bis 1969“ bieten. Das bestimmende Motto der Themen- und Musikauswahl der wöchentlichen Popmuseums-Ausstellungen war, Klassiker und Raritäten, aber keine sogenannten „Oldies“ zu spielen. In seinen Anfangszeiten hat das kabarettistisch angelegte Popmuseum eine halbe Stunde gedauert. Damals hat Kos das Manuskript einem fiktiven Museumsaufseher auf den Leib geschrieben, der als Hauptfigur die Sendung präsentiert hat. Der von Wolfgang Hübsch gespielte Museumswärter hat halb ahnungslos, aber doch mit den wichtigen Fakten versehen, durch die laufende Ausstellung seines Museums geführt und bei der Präsentation der akustischen Exponate immer wieder einen „Herrn Direktor“ erwähnt, dessen Fachwissen er teils devot, teils besserwisserisch, teils „von unten herab“ wiedergab. Nach einer mehrjährigen Sendepause wurde dieses Sendungskonzept Ende 1987 für die Neuauflage des Popmuseums überarbeitet und die Sendezeit verdoppelt. Im Rahmen der 1995 erfolgten Ö3-Reform wurde das Popmuseum ab Herbst 1995 einige Jahre lang sonntags zwischen 23:05 und Mitternacht ausgestrahlt.

## Themen
Die Sendung widmete sich teils einzelnen Musikern und Bands, teils Themen und Motiven, die in der Rock- und Popmusik eine bestimmende Rolle spielen: „Autos“, die Gemütszustandsfarbe „Blau“, (1993 gab es sogar eine entsprechende Sommerserie mit dem Titel Die Farbenlehre der Popmusik), „Doktoren“ (in Bandnamen und Liedtiteln), „Güterzüge“, „Pferde“ und Ähnliches mehr. Mit dieser assoziativ gemischten Themensetzung ist das Popmuseum mit Bob Dylans Theme Time Radio Hour vergleichbar, dessen Sendungskonzept auch auf thematischen Schwerpunkten („Gefängnis“, „Hunde“, „Kaffee“, „Nachbarn“, „Radio“, „Schuhe“, „Telefon“, „Wasser“, „Wetter“ etc.) beruht.

## Kennung
Akustisch begann die Sendung ursprünglich mit dem Geräusch einer knarzenden Eisentüre, die aufgesperrt und langsam, aber geräuschvoll geöffnet wurde, was durch die Assoziation an das Öffnen einer verstaubten Dachbodenkammer den ironisch-kabarettistischen Munsters-Effekt des Popmuseums betont hat. Anschließend war Canned Heats On The Road Again mit der darüber gelegten, von einer Frau gesprochenen Ansage „Das Popmuseum präsentiert von Wolfgang Kos“ zu hören.
Die Kennung der späteren Popmuseen begann mit der gesprochenen Aufzählung der einzelnen Popmusik-Jahrzehnte, die jeweils durch prototypische Tonproben kurz charakterisiert wurden: „The Fifties, the Sixties, the Seventies and finally the Eighties“, hierfür wurde das Stück "The History Of Rock 'N' Roll" von Andy Partridge (XTC) verwendet, welches 1980 auf der LP "Miniatures" und 1990 auf der CD "Rag & Bone Buffet" von XTC veröffentlicht wurde.